# Blassschopfspecht

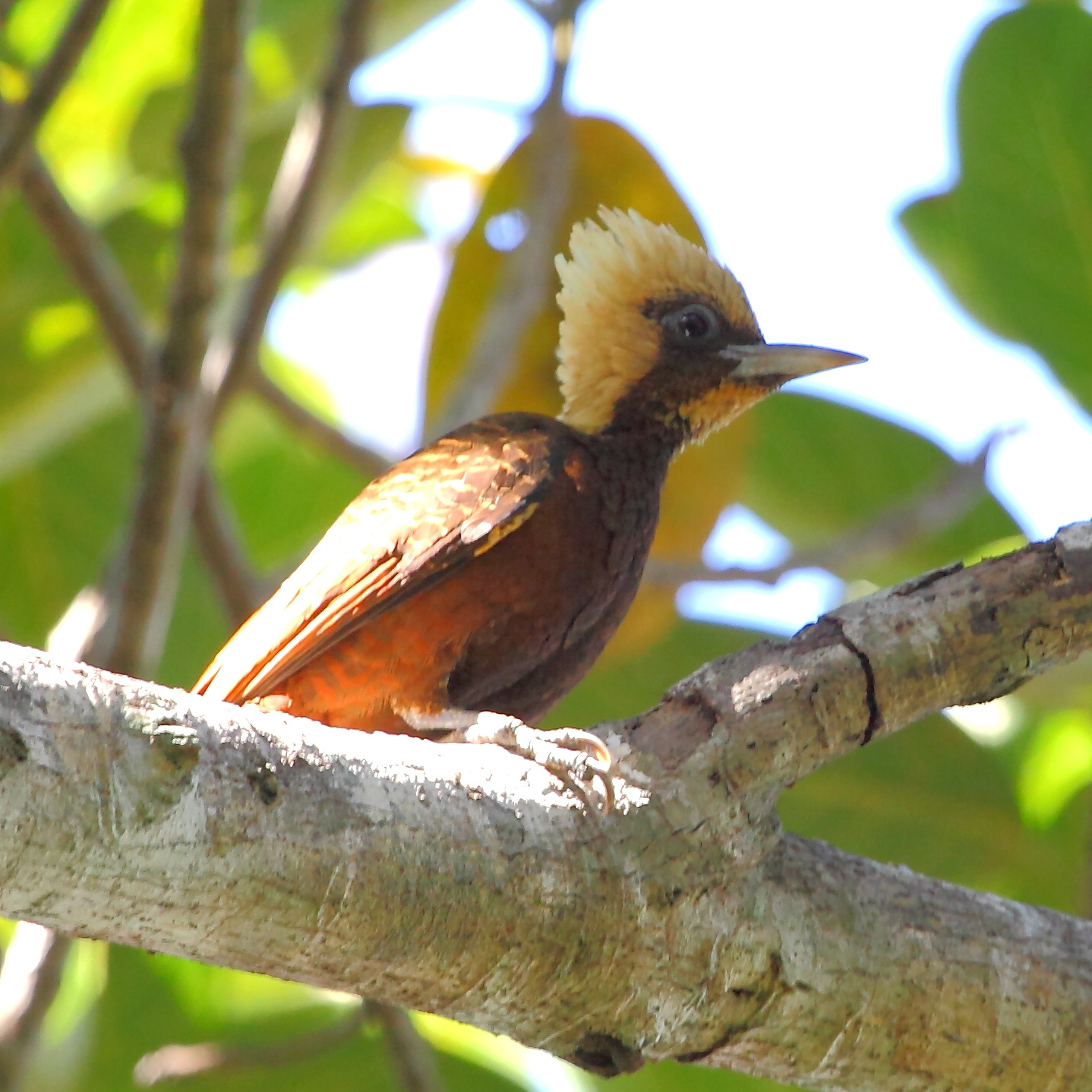
Blasskopfspecht in Poconé

Der Blassschopfspecht (Celeus lugubris) ist eine Vogelart aus der Familie der Spechte (Picidae). Dieser recht kleine und sehr kontrastreich gefärbte Specht hat ein relativ kleines Verbreitungsgebiet im zentralen Südamerika. Die Art bewohnt offenes und trockenes Waldland wie Chaco und Cerrado und zum Teil laubabwerfende Wälder. Die überwiegend im mittleren Stratum der Bäume gesuchte Nahrung besteht aus Ameisen und deren Brut.
Die Art gilt als wenig häufig, der Weltbestand wird jedoch als stabil eingeschätzt und ernsthafte Gefährdungen sind derzeit nicht erkennbar. Der Blassschopfspecht wird von der IUCN daher als ungefährdet („least concern“) eingestuft.

## Beschreibung
Blassschopfspechte sind recht kleine Spechte mit einer sehr ausgeprägten, lang ausgezogenen Haube. Der Schnabel ist recht lang, leicht meißelförmig zugespitzt, am First nach unten gebogen und an der Basis vergleichsweise schmal. Die Körperlänge beträgt etwa 23–24 cm, das Gewicht 115–157 g. Dieser Specht ist damit nur wenig größer als ein Buntspecht, aber deutlich schwerer als dieser. Die Art zeigt hinsichtlich der Färbung einen deutlichen Geschlechtsdimorphismus.
Bei Männchen der Nominatform C. l. lugubris sind oberer und mittlerer Rücken sowie die Schulterfedern auf dunkel rotbräunlich-schwarzem Grund schmal weißlich bis gelblich beige gebändert. Unterer Rücken und Bürzel sind hellgelb bis cremebeige, gelegentlich mit einem Zimtton. Die längsten Oberschwanzdecken zeigen auf rotbraunem Grund eine schwarze Subterminalfleckung. Die schwärzlichen Oberflügeldecken sind weißlich bis blassbeige gebändert und gesäumt. Die Schwingen sind schwärzlich braun mit einer rotbraunen Bänderung auf der basalen Hälfte, nur die Schirmfedern sind vollständig rotbraun gebändert. Die Steuerfedern sind oberseits überwiegend schwarz, nur die normalerweise nicht sichtbaren äußersten Steuerfedern sind auf rotbraunem Grund schwarz gefleckt.
Die gesamte Unterseite des Rumpfes ist dunkel gräulich rotbraun, meist mit einigen leuchtender rotbraunen Federsäumen. Die Flanken werden im Übergangsbereich zum Bürzel mehr cremefarbener und rötlicher, die Beinbefiederung ist auf ebenfalls cremefarbenem Grund in variablem Umfang dunkel gebändert. Die Unterschwanzdecken sind schwarz mit rotbrauner Bänderung oder Fleckung. Die Schwingen zeigen unterseits auf braunem Grund eine blass rötlichbraune oder zimtfarbene Bänderung, die Achselfedern und die Unterflügeldecken sind cremefarben. Der Unterseite des Schwanzes ist wie die Oberseite gefärbt, aber insgesamt weniger kräftig.
Fast der gesamte Kopf einschließlich Haube, Kinn und Kehle ist hellgelb bis blassbeige, manchmal mit einem Zimtton. Die Zügel, die Federn vor den Nasenöffnungen sowie einige Federbasen unter und hinter dem Auge sind dunkelbraun. Der breite Bartstreif ist rot, diese Rotfärbung kann auch bis auf die Stirn und bis um die Augen herum ausgedehnt sein.
Der Oberschnabel ist gräulich bis hornfarben, der Unterschnabel ist heller oder elfenbeinfarben. Beine und Zehen sind grau. Die Iris ist dunkelrot bis rotbraun.
Weibchen fehlt der rote Bartstreif, dieser Bereich ist braun gebändert oder geschuppt.

## Lautäußerungen
Der einzige bisher bekannte Ruf wird mit „wee-wee-week“ umschrieben. Die Trommelwirbel sind leise.

## Verbreitung und Lebensraum

Verbreitungsgebiet des Blassschopfspechts (grün)

Der Blassschopfspecht hat ein relativ kleines Verbreitungsgebiet im zentralen Südamerika. Das Areal erstreckt sich vom nördlichen zentralen Bolivien über das mittlere Mato Grosso nach Süden bis Paraguay und bis in den Nordosten Argentiniens. Die Größe des Gesamtverbreitungsgebietes wird auf 842.000 km² geschätzt.
Die Art bewohnt offenes und trockenes Waldland wie Chaco und Cerrado und zum Teil laubabwerfende Wälder. Sie wird dort häufig in Bereichen mit Vorkommen von Palmen beobachtet.

## Systematik
Winkler et al. erkennen zwei wenig differenzierte Unterarten an:
- Celeus l. lugubris (Malherbe, 1851) – Nördlicher Teil des Verbreitungsgebietes, Osten Boliviens und Westen von Mato Grosso. Die Unterart ist oben beschrieben.
- Celeus l. kerri  Hargitt, 1891 – Übriges Verbreitungsgebiet. Etwas größer und dunkler als Nominatform.

## Lebensweise
Die überwiegend im mittleren Stratum der Bäume gesuchte Nahrung besteht aus Ameisen der Gattungen Camponotus, Crematogaster, Dolichoderus und weiterer Gattungen sowie deren Brut.
Die Ameisen werden durch Stochern, Ablesen und Hacken erlangt, die Spechte hacken dabei Löcher in Totholz und fangen die Ameisen in deren Gängen mit der klebrigen Zunge. Die Fortpflanzung erfolgt von September bis November, im Süden des Verbreitungsgebietes vermutlich auch später. Die Höhlen werden in 4 bis 10 m Höhe in Bäumen oder in den Nestern von baumbewohnenden Ameisen und Termiten angelegt. Weitere Angaben zur Brutbiologie gibt es bisher nicht.

## Bestand und Gefährdung
Schätzungen zur Größe des Weltbestandes liegen bisher nicht vor. Die Art gilt als wenig häufig, der Weltbestand wird jedoch als stabil eingeschätzt und ernsthafte Gefährdungen sind derzeit nicht erkennbar. Der Blassschopfspecht wird von der IUCN daher als ungefährdet („least concern“) eingestuft.